# Ruhakana Rugunda
Ruhakana Rugunda (ur. 7 listopada 1947 w dystrykcie Kabale) – ugandyjski polityk. premier Ugandy od 18 września 2014 do 14 czerwca 2021.
Wcześniej był ministrem spraw zagranicznych (1994–96), spraw wewnętrznych (2003–09), zdrowia (1986–88; 2013), pracy, transportu i łączności (1988-94), informacji (1996–98), w kancelarii prezydenta (1998–2001), wody i środowiska (2001–03), łączności i informacji (2011–13) oraz stałym przedstawicielem Ugandy przy ONZ (2009–11)